# Семёнов, Иван Ильич
Иван Ильич Семёнов (1915—1945) — старший лейтенант Рабоче-крестьянской Красной Армии, участник Великой Отечественной войны, Герой Советского Союза (1945).

## Биография
Иван Семёнов родился в 1915 году в селе Туэкта (ныне — Онгудайский район Республики Алтай). Окончил шесть классов школы. В 1938 году Семёнов был призван на службу в Рабоче-крестьянскую Красную Армию. В 1941 году он окончил курсы усовершенствования командного состава. С того же года — на фронтах Великой Отечественной войны.
К февралю 1945 года старший лейтенант Иван Семёнов командовал огневым взводом 887-го стрелкового полка 211-й стрелковой дивизии 38-й армии 4-го Украинского фронта. Отличился во время освобождения Польши. 18 февраля 1945 года взвод Семёнова участвовал в боях за освобождение села Яжемковице. В разгар боя он сам встал к орудию, а когда кончились снаряды — лёг за пулемёт и вёл огонь по противнику, что способствовало удержанию занимаемых позиций. В том бою Семёнов погиб.
Указом Президиума Верховного Совета СССР от 29 июня 1945 года старший лейтенант Иван Семёнов посмертно был удостоен высокого звания Героя Советского Союза. Также был награждён орденами Ленина, Отечественной войны 1-й и 2-й степеней, Красной Звезды, рядом медалей.
В честь Семёнова названа улица в Онгудае.